# Acres Green
Aurora statisztikai település az USA Colorado államában, Douglas megyében. Lakosainak száma 2922 fő (2020. április 1.).

## Népesség
A település népességének változása:

| 2010 | 3 007 |
| 2020 | 2 922 |